# Moses Banggo
Moses Banggo (sinh ngày 9 tháng 5 năm 1990 ở Abepura, Jayapura, Papua) là một cầu thủ bóng đá người Indonesia.

## Danh hiệu

### Danh hiệu câu lạc bộ
Persipura Jayapura
- Indonesia Super League (1): 2010–11
- Indonesian Inter Island Cup (1): 2011

Persiram Raja Ampat
- Indonesian Inter Island Cup (1): 2014
- Indonesia Super League (5): 2014